# ايبرهارد هوف
ايبرهارد هوف (بالألمانية: Eberhard Hopf)‏ (و. 1902 – 1983 م) هو رياضياتي، وطوبولوجي، وأستاذ جامعي من الولايات المتحدة، والنمسا، وألمانيا، ولد في سالزبورغ، وكان عضوًا في أكاديمية ساكسون للعلوم (منذ 1 أبريل 1944)، وأكاديمية ساكسون للعلوم (26 نوفمبر 1938–1 أبريل 1944)، والأكاديمية البافارية للعلوم والعلوم الإنسانية، توفي في إنديانابوليس، عن عمر يناهز 81 عاماً.

## التعليم
تعلم في جامعة برلين للتكنولوجيا.

## جوائز
حصل على جوائز منها:
- جائزة المحاضر ليوشيا ويلارد جيبس  [لغات أخرى]‏ (1971).